# Are You Dead Yet?
Are You Dead Yet? е петият албум на финландската мелодичната дет метъл група Children of Bodom. Пуснат е в продажба във Финландия на 14 септември 2005 г., а в останалите страни на 19 септември 2005 г. от лейбъла Century Media. Това е първият албум на Children of Bodom, в който участва Рупе Латвала, поради напускането на китариста Александър Куопала.

## Песни
1. Living Dead Beat – 5:18
2. Are You Dead Yet? – 3:54
3. If You Want Peace... Prepare for War – 3:57
4. Punch Me I Bleed – 4:51
5. In Your Face – 4:16
6. Next in Line – 4:19
7. Bastards of Bodom – 3:29
8. "Trashed, Lost & Strungout" – 4:01
9. We're Not Gonna Fall – 3:17